# Abeno Harukas
Abenobashi Terminal Building, Абено Харукас — хмарочос в Осаці, Японія. Висота 59-поверхового хмарочосу становить 300 метрів. Будівництво було розпочато в 2010 і завершенt в 2014 році. Є найвищою будівлею Японії. Основний будівельний матеріал: метал та скло.
Назва хмарочосу «Абено Харукас» йде від японського слова «晴るかす» (харукасу). Воно означає «світитися, сяяти».